# Конюга велика
Конюга велика (Aethia cristatella) — відносно невеликий морський птах родини алькових (Alcidae), що формує великі колонії (більше мільйона птахів) на узбережжі та островах Берингового та Охотського морів, часто разом із малою конюгою (Aethia pusilla).